# 菲氏梵海龍
菲氏梵海龍（学名：Vanacampus phillipi），為輻鰭魚綱棘背魚目海龍魚科的其中一種，分布於澳洲海域，棲息深度可達24公尺，體長可達18.4公分，棲息在礫石底質海域，卵胎生。